# Katastrofa lotu Uganda Airlines 775
Katastrofa lotu Uganda Airlines 775 wydarzyła się 17 października 1988 roku w Fiumicino we Włoszech. W katastrofie samolotu Boeing 707-338C, należącego do linii Uganda Airlines zginęły 33 osoby, a 19 osób zostało rannych. 

## Katastrofa
Boeing 707 odbywał lot z Londynu do Rzymu. Podczas pierwszej próby podejścia do lądowania na lotnisku Fiumicino, załoga przerwała tę próbę, ze względu na słabą widoczność. Lądowanie to miało się odbyć na pasie 16L. Kontrola lotów zadecydowała, że druga próba lądowania ma się odbyć na pasie 25. Ta próba lądowania również się nie powiodła. Gdy samolot minął pas startowy, znalazł się na zbyt małej wysokości, zawadził o czubki drzew i runął na ziemię. Wrak maszyny stanął w płomieniach. Katastrofa miała miejsce 800 metrów od końca pasa startowego. Spośród 52 osób na pokładzie katastrofę przeżyło 19.

## Przyczyna katastrofy
Za przyczynę katastrofy uznano błąd pilotów, którzy nadmiernie koncentrowali się na wypatrywaniu pasa startowego podczas słabej widoczności. Uznano, że piloci tym samym zlekceważyli wskazania wysokościomierza i doprowadzili do zahaczenia o czubki drzew. Komisja badająca wypadek stwierdziła również, że załoga samolotu była przemęczona.